# Chavelita Pinzón
Cecilia María Pinzón Vergara, (13 de febrero de 1931-Betania, Panamá; 18 de marzo de 2024) conocida artísticamente como Chavelita Pinzón, fue una de las figuras más reconocidas en el ámbito folclórico panameño. Fue profesora de danzas folclóricas en la Escuela de Danzas del Instituto Nacional de Cultura en donde dirigió el primer conjunto folclórico del país. Ha llevado las danzas panameñas por todo el territorio nacional y a varias ciudades en el extranjero, entre ellas Washington D. C. y Nueva York.

## Inicios
Su madre era oriunda de Guararé y su padre nació La Chorrera. Es licenciada y profesora en Filosofía y Letras con especialización en Pedagogía de la Universidad de Panamá.
Sus inicios se dieron como profesora de danzas folclóricas en la Escuela de Danzas del Instituto Nacional de Cultura, donde se especializa en la enseñanza de bailes y el canto típico panameño a niños. Desde allí dirige y organiza el primer conjunto típico infantil de Panamá. En ese entonces, el Instituto Nacional de Cultura se llamaba Instituto de Bellas Artes y era una dependencia del Ministerio de Educación. Aceptó el trabajo de enseñar a los niños bailes y cantos típicos por solo 65 dólares al mes.
Fue docente en el Instituto Normal Rubiano y formó parte del conjunto típico de Tobías Plicet. Con este conjunto fue a Buenos Aires, Argentina en 1961 en donde ganaron el segundo premio de folclore internacional y Chavelita obtuvo el premio de primera vocalista.

## Presentaciones en el extranjero
Llevó la música y los bailes típicos panameños a escenarios destacados fuera del país. En 1979, la primera generación de su conjunto folclórico de niños asistió al Festival del Niño, celebrado en Washington D. C., en donde tuvieron la oportunidad de compartir con el presidente Jimmy Carter. Más tarde fue invitada a Nueva York, a la Feria del Mundo.
En 2001 su conjunto folclórico participó en el Festival del Arte de los Niños, celebrado en Nápoles (Italia). Durante dicha visita, sus estudiantes compartieron una audiencia con el Papa Juan Pablo II en el Vaticano.

## Reconocimientos
- En 1993 se le distingue con la Orden de Vasco Núñez de Balboa.[7]

- En 2003 fue abanderada del 148⁰ aniversario del distrito de La Chorrera, en donde resaltó la importancia de los bailes tradicionales de La Chorrera, a los que definió como "únicos en su clase en toda la República y que no le pongan arandelas, deben ser lo más tradicional y que no le metan coreografía porque estas son para ballet".[8]

- Por su destacada trayectoria como folclorista, en 2003 fue distinguida en la Feria Nacional de Artesanías con una placa de reconocimiento y la instauración oficial de un concurso de conjuntos folclóricos infantiles en su honor.[3]

- En 2006 el corregimiento de Bethania la nombró Hija Meritoria durante el desfile con motivo de la celebración del 28 de noviembre (independencia de Panamá de España).[4]

- Recibió un Diploma de Honor del Instituto Nacional de Cultura, por su dedicación como educadora e impulsora del folclore panameño.[7]